# 北马其顿国徽
北馬其頓共和國國徽為圓形，中間繪有太陽自山和湖泊升起之象。周圍飾以麥穗、罌粟和煙草和以當地刺繡圖案為題材的綬帶，2009年11月16日启用。
本国徽的原型为1946年7月21日开始使用的南斯拉夫社會主義聯邦共和國馬其頓社會主義共和國國徽，也是前南斯拉夫諸加盟國中唯一至今仍沿用南斯拉夫社会主义联邦共和国時期國徽图案者，上方原有代表社會主義的紅五角星。
1992年马其顿独立后，曾發生變更國徽的爭議。
2009年11月15日马其顿政府宣布“去除国家象征上的社會主義痕迹”，廢除了国徽上的红星。
2019年，马其顿共和国更名为“北马其顿共和国”並在次年加入了北約，北马其顿政府已表示将在2022年之前启用新国徽。截止2023年，北馬其頓至今仍依舊沿用此國徽，目前北馬其頓國徽也是北約各成員國中唯一採用社會主義紋章的國徽。

## 历代国徽
- 马其顿人民共和国 1944-1946
- 马其顿人民共和国 1946-1963
- 馬其頓社會主義共和國 1963-1992
- 马其顿共和国 1992-2009
- 北馬其頓共和国 2009-

## 其他徽章
- 马其顿徽章[1]
- 马其顿狮
- 马其顿狮之二
- 马其顿共和国国徽（非正式国徽第一版）
- 马其顿共和国国徽（非正式国徽第二版；简化版本）

## 国徽建议草案
- 马其顿共和国国徽建议草案之一
- 马其顿共和国国徽建议草案之二
- 马其顿共和国国徽建议草案之三
- 马其顿共和国国徽建议草案之四